# 생산자-소비자 문제
생산자-소비자 문제(producer-consumer problem)는 여러 개의 프로세스를 어떻게 동기화할 것인가에 관한 고전적인 문제이다. 한정 버퍼 문제(bounded-buffer problem)라고도 한다.
유한한 개수의 물건(데이터)을 임시로 보관하는 보관함(버퍼)에 여러 명의 생산자들과 소비자들이 접근한다. 생산자는 물건이 하나 만들어지면 그 공간에 저장한다. 이때 저장할 공간이 없는 문제가 발생할 수 있다. 소비자는 물건이 필요할 때 보관함에서 물건을 하나 가져온다. 이 때는 소비할 물건이 없는 문제가 발생할 수 있다.

## 문제 해결
이 문제를 해결하는 것을 생산자-소비자 협동이라 하며, 버퍼가 동기화되어 정상적으로 동작하는 상태를 뜻한다. 문제를 해결하기 위해 세마포어를 활용할 수 있다.

### 불완전한 방법
- 변수
  - Empty : 버퍼 내에 저장할 공간이 있는지를 나타낸다. (초기값은 n)
  - Full : 버퍼 내에 소비할 아이템이 있는지를 나타낸다. (초기값은 0)
  - Mutex : 버퍼에 대한 접근을 통제한다. (초기값은 1)

- 프로세스
  - 생산자 프로세스

```
 
do
 
{

     
...

     
아이템을
 
생산한다
.

     
...

     
wait
(
empty
);
  
//버퍼에 빈 공간이 생길 때까지 기다린다.

     
wait
(
mutex
);
 
//임계 구역에 진입할 수 있을 때까지 기다린다.

     
...

     
아이템을
 
버퍼에
 
추가한다
.

     
...

     
signal
(
mutex
);
 
//임계 구역을 빠져나왔다고 알려준다.

     
signal
(
full
);
  
//버퍼에 아이템이 있다고 알려준다.

 
}
 
while
 
(
1
);

```

- - 소비자 프로세스

```
 
do
 
{

     
wait
(
full
);
    
//버퍼에 아이템이 생길 때까지 기다린다.

     
wait
(
mutex
);

     
...

     
버퍼로부터
 
아이템을
 
가져온다
.

     
...

     
signal
(
mutex
);

     
signal
(
empty
);
 
//버퍼에 빈 공간이 생겼다고 알려준다.

     
...

     
아이템을
 
소비한다
.

     
...

 
}
 
while
 
(
1
);

```

### 모니터를 이용한 방법
```
monitor
 
ProducerConsumer

{

    
int
 
itemCount
 
=
 
0
;

    
condition
 
full
;

    
condition
 
empty
;

    
procedure
 
add
(
item
)

    
{

        
if
 
(
itemCount
 
==
 
BUFFER_SIZE
)

        
{

            
wait
(
full
);

        
}

        
putItemIntoBuffer
(
item
);

        
itemCount
 
=
 
itemCount
 
+
 
1
;

        
if
 
(
itemCount
 
==
 
1
)

        
{

            
notify
(
empty
);

        
}

    
}

    
procedure
 
remove
()

    
{

        
if
 
(
itemCount
 
==
 
0
)

        
{

            
wait
(
empty
);

        
}

        
item
 
=
 
removeItemFromBuffer
();

        
itemCount
 
=
 
itemCount
 
-
 
1
;

        
if
 
(
itemCount
 
==
 
BUFFER_SIZE
 
-
 
1
)

        
{

            
notify
(
full
);

        
}

        
return
 
item
;

    
}

}

procedure
 
producer
()

{

    
while
 
(
true
)

    
{

        
item
 
=
 
produceItem
();

        
ProducerConsumer
.
add
(
item
);

    
}

}

procedure
 
consumer
()

{

    
while
 
(
true
)

    
{

        
item
 
=
 
ProducerConsumer
.
remove
();

        
consumeItem
(
item
);

    
}

}

```

## 같이 보기
- 잠자는 이발사 문제
- 흡연자 문제
- 독자-저자 문제
- 철학자들의 만찬 문제
- 세마포어